# Xã Douglas, Quận Dakota, Minnesota
Xã Douglas (tiếng Anh: Douglas Township) là một xã thuộc quận Dakota, tiểu bang Minnesota, Hoa Kỳ. Năm 2010, dân số của xã này là 716 người.